# Энциклопедия Носовщины
Энциклопедия Носовщины — общедоступная украиноязычная онлайн-энциклопедия Носовской городской, Макеевской и Мринской сельских общин Нежинского района Черниговской области, которые исторически входили в упразднённый в 2020 году Носовский район.
В Энциклопедии Носовщины размещают информацию об историко-географическом регионе Носовщина, охватывающем Носовскую сотню периода Гетманщины, Носовскую, Володьководевицкую, Мринскую, Макеевскую волости Нежинского уезда Черниговской губернии Российской империи, Носовского района Черниговской области Украинской ССР.

## История

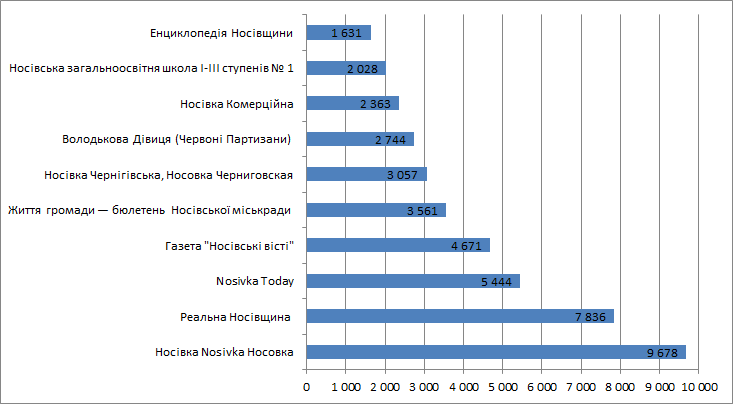
В феврале 2021 Фейсбук-группа «Энциклопедии Носовщины» вошла в 10 крупнейших групп района

Сайт создан в феврале 2019 года на базе системы управления содержимым MediaWiki.
Идея создать такой информационный ресурс возникла у основателя Викимедиа Украина Юрия Пероганича. Первые статьи были созданы по адресу https://nosivka.fandom.com/uk 12 февраля 2019 года.
С 15 февраля 2019 года сайт разместили по адресу  https://wiki.nosivka.info
В ноябре 2020 года энциклопедию перенесли на адрес http://wikinosivka.info

## Статистика и показатели
9 апреля 2020 Энциклопедия Носовщины достигла 1000 статей.
По состоянию на 27 ноября 2024 года в энциклопедии содержится 3526 статей, 7736 страниц, 1210 файлов.
Практически более 3400 статей создал Юрий Пероганич, привлекая выходцев из Носовского района.

## Политика в отношении источников и стиля
Как и в Википедии, при написании статей в Энциклопедии Носовщины всегда желательно указывать ссылки на источник информации. Однако в Энциклопедии Носовщины зарегистрированные участники, которые подтвердили свою личность, могут публиковать и собственную информацию, например, воспоминания.
Менее строгие, чем в Википедии, и требования к стилю. Так, после основной биографической информации о человеке, в статью можно включить и художественный очерк о нём или интервью — при условии согласия автора этих материалов на их свободное распространение.